# Alexander von Freyhold
Johann Alexander Friedrich Wilhelm August von Freyhold (* 26. April 1813 in Graudenz; † 31. Januar 1871 in Stettin) war ein preußischer Generalleutnant und Kommandant von Stettin.

## Leben

### Herkunft
Alexander war ein Sohn des preußischen Kapitäns a. D. Ferdinand Gotthilf von Freyhold (1771–1832) und dessen Ehefrau Barbara Konstanze, geborene von Drombrowski (1786–1856).

### Militärkarriere
Freyhold besuchte die Kadettenhäuser in Kulm und Berlin. Anschließend wurde er am 10. August 1831 als Sekondeleutnant dem 4. Infanterie-Regiment der Preußischen Armee überwiesen. Als Erzieher war er ab August 1836 zunächst zum Kadettenhaus in Kulm und ab November 1836 zum Kadettenhaus in Berlin kommandiert. Unter Beförderung zum Premierleutnant erfolgte am 8. Mai 1841 seine Versetzung in das Kadettenkorps. Bis Mitte April 1848 avancierte Freyhold zum Hauptmann und Kompaniechef und am 16. November 1850 wurde er dem 7. Infanterie-Regiment aggregiert. Von März bis Dezember 1851 war er als Direktor der Vereinigten Divisionsschulen des V. Armee-Korps tätig und wurde anschließend als Kompaniechef in das 9. Infanterie-Regiment versetzt. Daran schloss sich ab dem 18. Juni 1853 eine Verwendung als Major im Generalstab der 12. Division und ab Juli 1856 im Generalstab des VI. Armee-Korps an. Danach wurde er am 5. Dezember 1857 als Bataillonskommandeur in das 6. Infanterie-Regiment versetzt und avancierte in dieser Stellung im Mai 1858 zum Oberstleutnant.
Für die Dauer der Mobilmachung anlässlich des Sardinischen Krieges war Freyhold 1859 Kommandeur des mobilen 6. Landwehr-Regiments. Am 8. Mai 1860 beauftragte man ihn mit der Führung des 6. kombinierten Infanterie-Regiments, aus dem zum 4. Juli 1860 das 1. Niederschlesische Infanterie-Regiment Nr. 46 hervorging. Mit diesem Datum wurde Freyhold Oberst und Kommandeur dieses Regiments. Als Generalmajor war er vom 25. Juni 1864 bis zum 17. Juni 1865 Kommandeur der 17. Infanterie-Brigade in Glogau und wurde anschließend zum Kommandeur des Kadettenkorps ernannt.
Im Deutschen Krieg wurde Freyhold am 29. Mai 1866 für die Dauer der Mobilmachung Kommandeur der 1. kombinierten Infanterie-Brigade, die er bei der Mainarmee in den Gefechten bei Kissingen, Uettingen und Roßbrunn führte. Am 15. September 1866 wurde er wieder Kommandeur des Kadettenkorps, erhielt wenige Tage später für sein Wirken während des Krieges den Kronen-Orden II. Klasse mit Schwertern und avancierte am 31. Dezember 1866 mit Patent vom 30. Oktober 1866 zu Generalleutnant. Ferner erhielt er am 25. Juni 1867 den Orden der Heiligen Anna I. Klasse und zur Feier des 150-jährigen Bestehens des Kadettenkorps am 22. August 1827 den Roten Adlerorden II. Klasse mit Eichenlaub. Am 9. Januar 1868 wurde er zum Kommandanten von Stettin ernannt und Mitte September 1869 mit dem Stern zum Roten Adlerorden II. Klasse mit Eichenlaub ausgezeichnet. Freyhold verstarb in Ausübung seines Dienstes am 31. Januar 1871 in Stettin.
Im Jahr 1847 erhielt Freyhold folgende Beurteilung: „Zeigt Festigkeit des Charakters, guten Willen und das Bestreben, sich weiter auszubilden, weshalb er ein recht brauchbarer Offizier zu werden verspricht.“

### Familie
Er heiratete am 5. Januar 1850 in Berlin Laura Sophie Amalie von Steinbach (1830–1905), die nach ihrem Tod auf dem Invalidenfriedhof beigesetzt wurde. Das Paar hatte mehrere Kinder:
- Alexander Gotthilf Eduard Ferdinand (1851–1899), preußischer Oberstleutnant ⚭ Else Johanna Agnes von Dallwitz (1859–1910)
- Eduard Gottlob (1852–1877), Leutnant zu See
- Albert Louis Gottfried (1855–1913), preußischer Generalmajor
- Felix Wilhelm Louis (1856–1939), Hauptmann a. D. ⚭ 1882 Charlotte Elisabeth Elly von Hünecken (1861–1938) → ab 1920 Linie: Freyhold-Hünecken
- Laura Amanda Klara Auguste (* 1858)
- Ella Klara Adelheid Henriette (1864–1937), Kunstmalerin
- Günther Eugen Gotthard Siegfried (1865–1915), gefallen bei Augustowo als Major und Bataillonskommandeur im Reserve-Infanterie-Regiment Nr. 266